# Dead Boy Detectives
Dead Boy Detectives és una sèrie de televisió de comèdia dramàtica de terror sobrenatural estatunidenca desenvolupada per Steve Yockey basada en els personatges de DC Comics del mateix nom de Neil Gaiman i Matt Wagner. Es va estrenar a Netflix el 25 d'abril de 2024 amb subtítols en català.

## Repartiment i personatges

### Principals
- George Rexstrew com a Edwin Payne, un detectiu fantasma que va ser assassinat el 1916 quan els seus companys de classe van fer un ritual de sacrifici com a broma, només per invocar sense voler un dimoni que el va portar a l'infern.
- Jayden Revri com a Charles Rowland, soci d'Edwin a l'Agència que va morir el 1989 per hipotèrmia i hemorràgia interna.
- Kassius Nelson com Crystal Palace, una medium capaç de veure i comunicar-se amb fantasmes.
- Briana Cuoco com a Jenny Green, propietària de la carnisseria Tongue & Tail. Lloga les habitacions de dalt a Crystal i Niko
- Ruth Connell com a infermera nocturna, l'ésser que dirigeix el departament d'Observats i Perduts del Més Enllà, tractant els nens morts fora de lloc. Connell va interpretar anteriorment el paper de la infermera nocturna, a l'episodi de Doom Patrol "Dead Patrol", la primera aparició a la televisió dels Detectius Morts.
- Yuyu Kitamura com a Niko Sasaki, una noia jove i fan de l'anime que viu a l'altra banda del passadís de Crystal. Ella és capaç de veure fantasmes després d'una experiència propera a la mort
- Jenn Lyon com Esther Finch, una bruixa immortal a Port Townsend que busca venjança contra els detectius Dead Boy

### Recurrents
- David Iacono com a David the Demon, un dimoni que abans posseïa i ara persegueix Crystal
- Lukas Gage com el Rei dels Gats, un gat màgic capaç de prendre forma humana, que fa un encanteri a Edwin que li impedeix sortir de Port Townsend.
- Michael Beach com a Tragic Mick, una morsa maleïda a forma humana que dirigeix una botiga que ven artefactes màgics
- Joshua Colley com a Monty, el corb familiar d'Esther a qui transforma en un adolescent
- Max Jenkins com a Kingham, un dels dos Sprites dent de lleó que una vegada van posseir Niko, ara guardats en un pot encantat
- Caitlin Reilly com a Litty, l'altre Sprite Dandelion
- Lindsey Gort com a Maxine, bibliotecària de la Biblioteca Pública de Port Townsend

### Estrelles convidades
- Sherri Saum com a Maddy Surname, la mare rica però absent de Crystal que treballa al Museu Britànic
- Gabriel Drake com a Simon, un dels companys d'Edwin
- John Brotherton com a Seth von Hoverkraft, el pare ric però absent de Crystal que treballa al Museu Britànic
- Tamlyn Tomita com a directora, la superior de la infermera nocturna al departament d'objectes perduts de la vida més enllà

#### Aparicions de The Sandman
Els següents actors van repetir en els seus papers a The Sandman:
- Kirby com a Mort, membre del Més Enllà que els detectius Dead Boy treballen per evadir
- Donna Preston com a Desesperació, un membre del Més Enllà amb qui Edwin es troba a l'infern